# Manhunt
A Manhunt egy külső nézetes (TPS) erőszakos, lopakodós videójáték, melyet a Rockstar Games játékfejlesztő stúdió készített és adott ki Windowsra és PlayStation 2-re 2004-ben. Bár a játék kritikailag pozitív fogadtatásban részesült első sorban a sötét látványvilága és az erőszakos természete miatt, ez utóbbi heves vitákat váltott ki és a játékot néhány országban be is tiltották. 
2004 februárjában egy, az Egyesült Államokban elkövetett gyilkossággal hozták kapcsolatba, amikor Warren Leblanc (17) egy parkban számos szúrt sebet ejtett a 14 éves Stefan Pakeerah-on. Pakeerah a támadást nem élte túl, Leblancot pedig elítélték szándékos emberölés vádjával és bár a videójáték többször előkerült a bíróságon – mint Leblanc kedvenc játéka –, végül nem tiltották be az országban. 
Az ellenzők egyik legismertebb képviselője, a jogi engedélyeitől azóta megfosztott Jack Thomson amerikai ügyvéd, aki korábban éles kritikákkal illette a Grand Theft Auto játékokat is.
A Manhunt készítésénél a legfőbb szempont az volt, hogy minél több erőszakot tartalmazzon, mert a GTA játékok anyagi, és kritikai sikereit a készítőik a rengeteg brutalitásnak tulajdonították. A játékot sokan minden idők legerőszakosabb játékának tartják. 
A főszereplő egy James Earl Cash nevű, halálraítélt fegyenc, akinek az életéért cserébe különböző feladatokat kell végrehajtania. Munkaadója egy Lionel Starkweather nevű rendező, aki snuff filmek rendezésével foglalkozik, olyan filmekkel, amikben a szereplőket ténylegesen megölik. A Rendező olyan gazdag, hogy jóformán egy saját várossal is rendelkezik, ami teljesen be van kamerázva, ez szolgál a filmek, illetve a játék helyszínéül.
A Rockstar Games 2007-ben kiadta a második részt, de a platformok közül a PC változat 2009-ben jelent meg.

## A játékmenet
A játék pályákra van felosztva, a kezdőponthoz eleinte a Rendező emberei szállítják a játékost, később ez megváltozik. Amikor a pályák elején a Cerberus kihajítják Cash-t a járművükből, a Rendező a headseten keresztül ismerteti az elvárásait, amiket később módosíthat. Ha mindent jól csináltunk, jön a következő fejezet. A játék nagyjából követi a TPS-ek szokásos jellemzőit. Alapvetően sok a lopakodás, ami később kiegészül fegyveres harccal, a vége felé pedig már leginkább a tűzharcok dominálnak. A gyilkolást időnként kisebb mellékszálak, részfeladatok szakítják meg, illetve néhány alkalommal döntéshelyzet elé is kerülünk.

## Nehézségi szintek
A játékban két nehézség közül választhatunk:
Feitish (féjtis), a legkönnyebb fokozat, amiben a játékos segítségére van egy radar, ahol láthatja a vadászokat.
5 csillagból csak max. 4-et lehet megszerezni.
Hardcore (Nehéz), itt a segítségünkre lévő radar eltűnik és itt már megkaphatjuk az 5 csillagot további bónuszok feloldása érdekében.

## A játéktér
A cselekmény első kétharmada Starkweather városában, Carcer Cityben játszódik. A helyszínek aránylag változatosak, állatkertben, temetőben, kihalt utcákon, elmegyógyintézetben, romos szállodában és egyéb, ehhez hasonló helyeken kell biztosítani az életben maradásunkat. A fináléban pedig elkerülünk Starkweather saját birtokára, ahol a játék véget ér. Carcer city egy olyan kihalt városrész, ahol bűnözők, bandák járkálnak az üres házak körül, hogy levadásszák a játékost.

## A harc
A harc legfontosabb része a hidegfegyveres harc, amit nem nyílt, egyenlő küzdelemként kell elképzelni. Az összecsapások az esetek túlnyomó többségében lesből történő rajtaütést jelentenek. Bár nyíltan is ki lehet állni az ellenfelek ellen, de a harc ezen része meglehetősen reális, egynél több ember ellen már nem sok az esélyünk a győzelemre.
Az ellenfelekre történő lecsapás úgy néz ki, hogy mögéjük osonva követjük őket, majd amikor kb. 1 m-re megközelítettük őket, akkor megjelenik három nyíl a fejük felett. Ekkor lenyomjuk a bal egérgombot, majd felengedve Cash támad, és egy renderelt videóban végignézhetjük a kivégzést. A kivégzések többfélék lehetnek, mindegyik (szúró-vágó) fegyverhez három fajta tartozik. Az első a legenyhébb, az utolsó pedig a legbrutálisabb. Az első változat kivitelezéséhez csak meg kell közelítenünk az ellenfelet, a zöld nyíl ekkor rögtön megjelenik. A másodikat már nehezebb kivitelezni, ehhez három másodpercig kell észrevétlenül lopakodni a vadászok mögött, amíg a nyilak narancssárgára váltanak. A legvéresebb kivégzéshez pedig öt másodpercig kell követni a kiszemelt áldozatot.
A játéknak ezen kívül fontos része még, hogy bizonyos sötét árnyékok teljes láthatatlanságot biztosítanak karakterünknek, itt teljes biztonságban várakozhatunk, míg megfelelő lesz a helyzet a támadáshoz, a vadászok itt csak fél-egy méteres távolságról vesznek észre bennünket.
A lőfegyverekkel vívott küzdelem a közelharchoz hasonlóan szintén reális. Itt is ajánlott lesből támadni, mert a főhősünk már néhány lövéstől is meghal, az életerőnket visszatöltő fájdalomcsillapítóból pedig csak korlátozott mennyiség áll rendelkezésre. Lőszerből sem található túl sok, ezért erősen ajánlott az azonnali halált okozó fejlövésekre törekedni. Ezt különösen érdemes
fegyvertelen ellenfelekkel szemben alkalmazni.

## Kivégzések
Mivel a rendező folyamatosan több, és több brutalitást követel, ezért Cash nem egyszerűen csak megöli a "statisztákat", de igyekszik minél látványosabban végezni ellenfeleivel. Néhány pályán nem is lehet továbbjutni máshogy, csak a legvéresebb, (piros) kivégzéssel.
Néhány fegyver használati módja:
- Fojtóhurok piros: Cash hátulról fojtogatni kezd, majd amikor az áldozat elkábul, és térdre rogy, akkor a hurokkal lefűrészeli a fejét.
- Baseball ütő piros: Cash hátulról fojtogatni kezd, majd térdre rogyás után egy jól irányzott ütés, és agyvelő már csorog is a kameráról.
- Üvegszilánk piros: Egy szúrás a derékba, aztán Cash már szemből bal kézzel átkarolja a delikvens tarkóját, és komótosan kiszúrja mindkét szemét.
- Kalapács narancs: Hátulról hátrahúzza az ellenfél fejét a hajánál fogva, egy erős ütés az arcába, és a húscafatok már repülnek is a kamerába.
- Nejlonzacskó piros: Cash a zacskót a vadász fejére húzza, ezután két-három erős ütést mér az arcára, majd eltöri a nyakát.

## FEGYVEREK
A játék a fegyvereket 4 csoportba sorolja. Mindegyik fegyvertípusnak megvan a maga színe és minden színnek megvan a helye, ahol Cash viszi, ezért minden típusból egyszerre csak egy lehet nálunk.

### Hidegfegyverek
Egy egyszer használható, Cash övére akasztva bal oldalon (zöld):
- nejlonzacskó
- üvegszilánk
- fojtóhurok
- fakaró

Könnyű fegyverek, Cash övére akasztva a jobb oldalon (kék):
- fa baseballütő
- feszítővas
- sarló
- kés
- balta
- kalapács
- gumibot

Nehéz fegyverek, Cash hátán lévő hevederbe tűzve (piros):
- fém baseballütő
- machete
- húsvágó bárd
- láncfűrész

Dobásra, zajcsapásra, ellenség elkábítására alkalmas fegyverek, Cash jobb farzsebében (sárga):
- féltégla
- üdítős doboz
- emberi fej
- 2-féle üveg

### Lőfegyverek
Kék:
- Revolver.38
- Uzi 9mm
- Desert Eagle
- Mk-23

Piros:
- M16-A2
- FRANCHI SPAS-12
- Fűrészelt csövű sörétes
- Remington M-700 mesterlövész
- Kábító puska
- Szögbelövő

## Történet
|  | Alább a cselekmény részletei következnek! |

Nem indul túl vidáman a történet, ugyanis Cash már a legelején kis híján meghal. Az nem derül ki, hogy miért, de halálra ítélik, és egy show műsor keretében megkapja a halálos injekciót. A Carcer City-i büntetés-végrehajtás mindenre kapható munkatársainak köszönhetően azonban méreg helyett csak egy adag erős altató kerül a fecskendőbe, s nemsokára magához tér egy üres szobában, ahol rajta kívül csak egy hangszóró van.
Miután felébred, egy hang közli vele, hogy vegye fel a szobában levő kis head-setet, ezután pedig ismerteti vele a helyzetet. Starkweather elmondja, hogy hogyan éltük túl kivégzésünket, és cserébe kér néhány szívességet. Sokáig nem tudjuk, miért is kell mészárolni az embereket, mert a Rendező csak annyit mond, hogy elöntötte a városát a szemét, ezt szeretné eltakarítani.
Starkweather kommandósai némi verés után Casht városrészről városrészre hurcolják, egy részben családtagjait kell kiszabadítania, itt legalább egynek életben kell maradnia a továbbjutáshoz, végül közlik vele, hogy az adósságát lerendezettnek tekintik, s szabadon távozhat, de van egy felvétel ami érdekelheti. Cash megkeresi a felvételt amin megtekintheti családtagjai kivégzését, de mérgében földhöz vágja a tévét. Ekkor határozza el végképp, hogy megkeresi és megöli Starkweathert.
Cash megpróbál megszökni, ami nem sikerülne, de az utolsó pillanatban váratlan segítségünk akad egy névtelen oknyomozó riporternő személyében. Ezután új barátjától megtudja, hogy Starkweather filmek forgatásához használta fel őt, a munkák befejeztével pedig végül ő is sorra került volna. Mindezek természetesen a végsőkig dühítik hősünket, és természetesen elhatározza, hogy egyszemélyes kommandóként leszámol Lionel bérenceivel, végül pedig saját magával is.
Ezután a játék már szakít az eddigi lopakodós játékmenettel, és innentől már főleg a lőfegyveres harc fog dominálni. Az utolsó pálya a Rendező kastélyszerű birtokán játszódik, Cash először végez Starkweather különleges testőrségével, majd egy igen különleges ellenfél következik, aki egy két lábon járó, láncfűrésszel felszerelt házi sertés. Piggsyvel egy alagsorszerű pályán kell kergetőzni, a megöléséhez pedig egy fakarót és két üvegszilánkot kell beleszúrni, ám ettől csak elesik. A három bökés után a legfelső emeleten egy üvegpadlóra kell rácsalni, ami először megrogy alatta, másodszor leszakad, de Piggsy a szélén megkapaszkodik. Az elejtett motoros fűrészével Cash levágja a kezeit, Piggsy lezuhan a mélybe, és meghal. Végül jön a legélvezetesebb rész, Lionel Starkweather rendező kivégzése. Cash a láncfűrésszel először néhány kisebb sebet ejt a Rendezőn, aztán felvágja a hasát a láncfűrésszel, közben pedig tökéletesen látszik, ahogy Starkweather belei kifordulnak a padlóra. Hősünk végül egy színpadias mozdulattal Lionel-be állítja a láncfűrészt, s ezzel a bejátszásnak vége, a játék véget ér.